# Avenida Regional
La avenida Regional es una autopista que atraviesa Medellín en sentido suroccidente-norte.

## Historia y trazado
La idea de crear un corredor multimodal completo a los dos lados del río Medellín surgió en los años 1950, cuando el español Josep Lluís Sert y el suizo Paul Wiener diseñaron el Plan Piloto de la ciudad. La obra se ha ejecutado por tramos y está previsto que en 2020 se termine el tramo faltante en el norte del Valle de Aburrá.
Su recorrido comienza desde el municipio de Sabaneta donde se conecta con la Autopista Sur y la carretera de la salida sur de la ciudad -llamada Autopista Conexión Pacífico 1- en las proximidades de la estación La Estrella del metro; transcurre en el costado oriental del Río Medellín atravesando prácticamente toda la ciudad de sur a norte hasta llegar al puente de Moravia en el sector de Campo Valdés donde se convierte en la Avenida del Río. Sin embargo, la mayor parte de los habitantes del área metropolitana por facilidad le siguen denominado Avenida Regional a la Avenida del Río, por lo que comúnmente se cree que finaliza en la glorieta de Niquía, en donde se encuentra ubicada la estación de metro homónima.
Entre sus cruces principales, todos a desnivel, se encuentran la Avenida Simón Bolívar en el sur del área metropolitana, la Calle 12 Sur, la Calle 10, la Avenida Pintuco-Calle 30, la Avenida 33, las avenidas San Juan, Colombia y Oriental, la Calle Barranquilla o 67 y el Puente del Mico por donde pasa la Calle 77.
Es considerada como la principal vía urbana de movilización dentro de la ciudad, pues atraviesa la mayor parte de la mancha urbana de sur a norte siguiendo el curso del río Medellín.
Su contraparte en sentido de circulación hacia el sur en casi todo su recorrido es la Autopista Sur que se encuentra al otro costado del río paralela a la Regional.

## Tipología
Se la podría considerar más como una autopista que como una avenida, pues la vía cumple con casi que todas las características para ser considerada como tal, dado que tiene más de cuatro carriles en la mayor parte de su recorrido y no posee semaforización en ningún punto de su travesía, haciéndola una vía rápida, aunque no por ello libre del tráfico vehicular en ciertas horas o momentos.

## Sitos importantes en la vía
A lo largo de su trazado transcurre al lado de ciertas instituciones y lugares relevantes tales como (de norte a sur):
- La Terminal de Transporte del Norte
- El Parque Norte
- La Ciudad Universitaria de la Universidad de Antioquia
- La Plaza Minorista
- El Centro de Espectáculos La Macarena
- El Edificio Inteligente, sede de EPM
- Parques del Río
- Puente de Guayaquil
- La Estación Industriales del Metro de Medellín
- Sede central de Bancolombia
- Centro Comercial Monterrey
- Estación Poblado
- El Politécnico Colombiano Jaime Isaza Cadavid
- El INEM José Félix de Restrepo
- La Universidad EAFIT
- Las estaciones de Aguacatala y Ayurá
- Centro Comercial Viva Envigado
- Estación Envigado
- La ensambladora Sofasa - Renault
- Estación Itagüí
- Centro Comercial Mayorca Mega Plaza
- Las estaciones de Sabaneta y La Estrella

## Problemática Actual
Hoy en día se ha estado presentando un problema social de indigencia, puesto que varios "habitantes de calle" se han trasladado a varias zonas circundantes entre la avenida y las riberas del Río Medellín, ocupando dichas zonas para habitar o reposar bajo puentes, árboles o en la misma grama.